# Клифот, Теодор Фридрих Детлоф
Теодор Фридрих Детлеф Клифот (нем. Theodor Friedrich Dethlof Kliefoth; 18 января 1810 — 26 января 1895) — лютеранский богослов.
Председатель верховного церковного совета в великом герцогстве Мекленбург-Шверинском, приверженец строго конфессионального направления. 
Его главные работы: 
- «Einleitung in die Dogmengeschichte» (Парх., 1839);
- «Theorie des Kultus der evang. Kirche» (Парх., 1844);
- «Die Ursprüngliche Gottesdienstordnung in den deutschen Kirchen luth. Bekenntnisses» (Шверин, 1847);
- «Acht Bücher von der Kirche» (т. I, Росток, 1854);
- «Christl. Eschatologie» (Лейпциг, 1886).

Проповеди Клифота также вышли отдельным сборником (2 изд., Галле, 1869).